# Strażnik Smith
Zasugerowano, aby zintegrować ten artykuł z artykułem Miś Yogi (dyskusja). Nie opisano powodu propozycji integracji.
Strażnik Smith – fikcyjna postać z seriali i filmów animowanych produkowanych przez amerykańską wytwórnię Hanna-Barbera.
Strażnik Smith jest strażnikiem w parku narodowym Jellystone.
Postać stała się jednym z kluczowych elementów strereotypu amerykańskiego strażnika parku (ang. park ranger).

## Źródła
1. ↑  Alice B. Kelly Pennaz, Is that Gun for the Bears? The National Park Service Ranger as a Historically Contradictory Figure, „Conservation and Society”, 15 (3), 2017, s. 243–254, ISSN 0972-4923, JSTOR: 26393293 [dostęp 2021-04-18].